# Balići, Srbija
Balići (izvirno srbsko Балићи) je naselje v Srbiji, ki upravno spada pod Občino Prijepolje; slednja pa je del Zlatiborskega upravnega okraja.

## Demografija
V naselju živi 304 polnoletnih prebivalcev, pri čemer je njihova povprečna starost 32,8 let (31,4 pri moških in 34,3 pri ženskah). Naselje ima 97 gospodinjstev, pri čemer je povprečno število članov na gospodinjstvo 4,47.
Po podatkih popisa iz leta 2002 večino prebivalstva tega naselja predstavljajo Bošnjaki, v času zadnjih treh popisov pa je opazno zmanjšanje števila prebivalcev.
|  |

| Demografija | Demografija     | Demografija     |
| Leto        | Št. prebivalcev | Št. prebivalcev |
| ----------- | --------------- | --------------- |
|             |                 |                 |
|             |                 |                 |
|             |                 |                 |
|             |                 |                 |
| 1948        | 432             |                 |
| 1953        | 491             |                 |
| 1961        | 535             |                 |
| 1971        | 600             |                 |
| 1981        | 664             |                 |
| 1991        | 557             | 553             |
| 2002        | 512             | 434             |
|             |                 |                 |

| Etnična sestava po popisu iz leta 2002 | Etnična sestava po popisu iz leta 2002 | Etnična sestava po popisu iz leta 2002 | Etnična sestava po popisu iz leta 2002 | Etnična sestava po popisu iz leta 2002 |
| -------------------------------------- | -------------------------------------- | -------------------------------------- | -------------------------------------- | -------------------------------------- |
| Bošnjaki                               | Bošnjaki                               |                                        | 338                                    | 77,88%                                 |
| Muslimani                              | Muslimani                              |                                        | 80                                     | 18,43%                                 |
| Srbi                                   | Srbi                                   |                                        | 9                                      | 2,07%                                  |
| Neznano                                | Neznano                                |                                        | 3                                      | 0,69%                                  |